# Постельник
Постельник або Постільник (від: постелити) — історичний титул або чин, який традиційно був при дворах князів Київської Русі та Королівства Русі, а пізніше поширився на бояр у Молдові та Волощині, приблизно відповідаючи посаді камергера. 

## Історія
Застосовувався при дворах князів Великого князівства Київського (Київської Руси) та Королівства Руського. До 14 століття землі Молдови входили до складу Королівства Русі. Урядники та інші посадовці мали такі самі титули, як у Київській Русі (Великому князівстві Київському) та Руському Королівстві. Після занепаду Руського королівства, в Молдовському князівстві збереглись назви урядників - дворник (ворник), стольник, армаш, слугар, вістерник та інші. Назва має слов'янське походження.
Спочатку основної справою постельника було догляд за спальними кімнатами монархів (як у молдавських, так і волоських дворах), постелити господарю постіль. 
Був одним з найближчих до Господаря урядників, який навіть без запрошення міг увійти до панських покоїв. Поступово він отримав повноваження керувати гінцями та послами, а також координувати тих, хто просив аудієнцію у господаря. Постельник був членом королівської ради. 
З часом ця посада стала асоціюватися з організацією аудієнцій в обох дворах, а в 19 столітті вона стала еквівалентом міністра закордонних справ.
Розрізняли:
- Великий Постельник – головний постельник, найвищий за рангом серед постельників.
- Другий постельник - заступник Великого постельника
- Третій постельник – найнижчий за рангом постельник.

Також існували biv vel postelnic – колишній великий постельник; biv postelnic – колишній постельник.
Великий Постельник фактично був секретарем правителя із зовнішніх зносин, якого також називали «маршалом королівського двору». Йому підпорядковувався Постельник - найближчий і найдовіреніший радник володаря, який опікувався спальнею правителя і керував усіма придворними слугами. Йому також доручалося приймати послів і представляти їх правителю.